# Juanes MTV Unplugged
Albums de Juanes
P.A.R.C.E.
(2011) Loco de amor
(2014)
Singles
Juanes MTV Unplugged est le sixième album publié par le chanteur-compositeur-interprète Juanes, et le premier album enregistré entièrement en live. Il est sorti le 29 mai 2012. Il a été enregistré le 1er février à Miami, aux États-Unis lors de  l'émission MTV Unplugged. La production a été dirigée par le compositeur Juan Luis Guerra, a été suivie par Joaquín Sabina et Paula Fernandes. Le premier single est sorti le 5 mars 2012 et est une chanson inédite enregistrée lors du concert appelée "La Señal".

## Titres
- "Fíjate Bien"  	Juanes
- "La Paga"  	Juanes
- "Nada Valgo Sin Tu Amor"  	Juanes
- "Es Por Tí"  	Juanes
- "Todo en Mi Vida Eres Tú"  	Juanes
- "A Dios le Pido"  	Juanes
- "Hoy Me Voy" (featuring Paula Fernandes)	Juanes
- "Volverte a Ver"  	Juanes
- "La Camisa Negra"  	Juanes
- "Azul Sabina" (featuring Joaquín Sabina)
- "Para Tu Amor"
- "La Señal"  	Juanes
- "Me Enamora"  	Juanes
- "Odio por Amor"